# Краненбург (Осте)
Краненбург (њем. Kranenburg) општина је у њемачкој савезној држави Доња Саксонија. Једно је од 40 општинских средишта округа Штаде. Према процјени из 2010. у општини је живјело 763 становника. Посједује регионалну шифру (AGS) 3359029.

## Географски и демографски подаци
Краненбург се налази у савезној држави Доња Саксонија у округу Штаде. Општина се налази на надморској висини од 3 метра. Површина општине износи 14,2 km². У самом мјесту је, према процјени из 2010. године, живјело 763 становника. Просјечна густина становништва износи 54 становника/km².

## Међународна сарадња
| Мјесто | Држава    | Врста сарадње | Од    |
| ------ | --------- | ------------- | ----- |
|        | Француска | контакт       | 2000. |
|        | Пољска    | партнерство   | 2005. |
| Извор  |           |               |       |